# Distrito de Puerto Bermúdez
El distrito de Puerto Bermúdez es uno de los ocho que conforman la provincia de Oxapampa ubicada en el departamento de Pasco en el centro del  Perú. Limita por el Norte con el departamento de Huánuco; por el Este con el departamento de Ucayali; por el Sur con el departamento de Junín desde la intersección con el límite del departamento de Ucayali, hasta las nacientes del río Azupizú; y, por el Oeste, con las divisorias entre los ríos Palcazú y Pichis.
Desde el punto de vista jerárquico de la Iglesia católica forma parte del Vicariato apostólico de San Ramón.

## Toponimia
Su nombre es un homenaje al presidente Remigio Morales Bermúdez (1890-1894) en cuyo gobierno se concluyó la vía de penetración al río Pichis que conectó está zona al resto del país. El ing. Joaquín Capelo fue quien quiso honrar el nombre del presidente dándole al último tramo del  la vía sus apellidos. En sus inicios la zona llevó el nombre de Puerto Morales Bermúdez, que luego fue acortado por los lugareños a Puerto Bermúdez.

## Historia
Las primeras referencias históricas del valle de los ríos Pichis y Pachitea se remontan a 1726, cuando grupos franciscanos llegaron hasta las orillas del río Pichis con el objetivo de catequizar a los aborígenes.
En 1742, motivados por los abusos y extracciones cometidas por los hispanos, se produce la más grande rebelión indígena liderada por el caudillo Juan Santos Atahualpa quien destierra toda presencia europea por casi 100 años.
Ya a fines del siglo XIX se constituyó en lugar de descanso para mestizos, colonos caucheros y aventureros que llegaban a estas tierras para explotar las riquezas de la selva.
En 1890 se ordena la construcción de un camino provisional (Vía del Pichis) entre San Luis de Shuaro y Puerto Tucker. Al año siguiente se inicia la obra bajo la dirección de los ingenieros Capelo y Pérez con el objetivo de conectar al Perú con Europa atravesando la selva con dirección al Atlántico. Una vez construida la Vía del Pichis, el ing. Joaquín Capelo, en un gesto de gratitud al presidente Remigio Morales Bermúdez, denominó al último tramo Puerto Morales Bermúdez el cual, con el transcurrir de los años, los pobladores acortaron a Puerto Bermúdez el mismo que fue elevado a la categoría de distrito el 17 de junio de 1958 mediante D.S. N.º 13014, en el segundo gobierno del Presidente Manuel Prado Ugarteche.
Con la llegada de los colonos se instalaron haciendas o fundos y con la adjudicación de tierras por parte del Proyecto Especial Pichis-Palcazú y la instalación del Banco Agrario del Perú, Puerto Bermúdez afianza su importancia y los colonos y nativos se hacen propietarios de extensas tierras a lo largo de los ríos Pichis y afluentes, permitiéndoles explorar la tierra e instalar ganaderías, así como explotar no solo el caucho, cuya importancia ya estaba en declive, sino también madera y productos agrícolas como el achiote, arroz, maíz, café, maracuyá, jebe fino, entre otros.

## Geografía
Abarca una superficie aproximada de 10 988,1 km². Debido a su ubicación es conocido como el centro geodésico del Perú.

## Autoridades

### Municipales
- 2023-2026
- Alcalde:Carlos Tenorio (papas)
- Regidores:
- Román Ingobert Sánchez Cielos
- Adamo Amiel Rodríguez Castellanos
- Flor Violeta Paredes Velásquez
- Elvio Dominote Ventura
- Loli Maruja Espinoza Puente* 2019-2022
  - Alcalde:Carlos Valverde Rodríguez
  - Regidores:
  - Román Ingobert Sánchez Cielos
  - Adamo Amiel Rodríguez Castellanos
  - Flor Violeta Paredes Velásquez
  - Elvio Dominote Ventura
  - Loli Maruja Espinoza Puente

- 2015-2018
  - Alcalde:Carlos Tenorio (papas)
  - Alcalde:Carlos Enrrique Aguirre Mendoza
  - Regidores:
  - Atilio Pablo Chauca López
  - Eustaquio Sulla Bautista
  - Marcelino Iñigo Villalva
  - Arlidania Rebeca Santos Gaspar
  - Raul de la Cruz Huaman
- 2011-2014[3]
  - Alcalde: Dina Jumanga Mishari, de la Alianza Regional Todos por Pasco (TxP).
  - Regidores: Eder Elías Montes Chaupiz (TxP), Sebastián Martínez Chinchuya (TxP), Belmira Arellano Puña (TxP), Crover Clariana Meza (TxP), Edgardo Américo Popolizio Carrión (Somos Perú)[4]
- 2007-2010
  - Alcalde: Nemecio Mendoza Francisco Viriochi, del Partido Alianza para el Progreso.

### Policiales
- Comisario:   PNP.
- Mayor. Pedro Delgado Gozar

### Religiosas
- Vicariato apostólico de San Ramón[5]
  - Vicario apostólico: Obispo Mons. Gerardo Žerdín Bukovec, OFM.
- Parroquia
  - Párroco: Pbro.Grzegorz Martin Pańczyk
  - Religiosas Franciscanas de María Inmaculada .

## Atractivos naturales
- Área Natural Protegida: Reserva Comunal "El Sira".
- Área Natural Protegida: Bosque de Protección "San Matías - San Carlos".
- Catarata Janiriani.
- Catarata Paterani.
- Cueva de Chantane.
- Río Pichis
- El Valle del Pichis.

## Atractivos turísticos
- Parque Los Fundadores
- Jardín Botánico Humboldt
- Vivero Forestal Puerto Bermúdez.
- Jardín Botánico de la Familia Rivas.
- Puerto La Rampa
- Centro Geodésico del Perú
- Jardín Botánico La Florida
- Fundo Boris
- Fundo Ximenita
- Iglesia de San Francisco Solano.
- Fundo el Yarinal.
- Sector La Libertad.
- Anexo San Martín de Quirishari.
- Petroglifos de Aguachini.
- Puerto Principal.
- Mirador Turístico San Matías.